# جولين زيرات
جولين ر. زيرات (بالسويدية: Juleen R. Zierath) هي عالمة أحياء سويدية أمريكية، وُلدت في ميلواكي في الولايات المتحدة الأمريكية في عام 1961. ترتكز أبحاثها حول الآلية الخلوية المُناظرة لتطور مقاومة الإنسولين في سكري النوع الثاني، أما أبحاثها الأخرى فهي تدور حول تأثير التمارين على عملية آيض سكر جلوكوز العضلات الهيكلية والتعبير الجيني.

## حياتها وتعليمها
وُلدت زيرات في ميلواكي. في عام 1981 حصلت على شهادة البكالريوس من جامعة ويسكونسن-ماديسون في تخصص التعليم الثانوي وإدارة الأعمال، ثم في عام 1986 نالت شهادة الماجستير في علم وظائف الأعضاء من جامعة بول ستايت، وبعد ذلك شرعت في رسالة الدكتوراة من معهد كارولنسكا في الأحياء وقد ناقشت أطروحتها في عام 1995 وقد بدأت بعدها في مرحلة ما بعد دكتوراة في مدرسة طب هارفارد.

## حياتها المهنية
في عام 1998 قبلت زيرات منصب أستاذ مساعد علم وظائف الأعضاء في معهد كارولنسكا.
كانت من عام 2002 حتى عام 2008 رئيسة الجنة التوجيهية لجمعية الأيض والغدد الصماء في معهد كارولنسكا في ستوكهولم في السويد.
في عام 2006 أصبحت عضوة في المجلس الاستشاري العلمي لمنظمة كايستون وانضمت في العام ذاته أيضًا إلى جمعية نوبل في معهد كارولنسكا.
في عام 2010 أصبحت أستاذة علم وظائف الأعضاء التكاملي والمديرة العلمية لقسم علم وظائف الأحياء التكاملي في مؤسسة نوفو نورديسك في جامعة كوبنهاجن.
انضمت زيرات إلى لجنة نوبل في عام 2011 بعد أن كانت عضوة مساعدة من عام 2008 وحتى عام 2010، كما أنها تولت رئاستها من عام 2013 حتى عام 2015. انخرطت زيرات في أنشطة أخرى مثل رئاسة إدارة برنامج الأبحاث الاستراجية في مرض السكري في معهد كارولنسكا ورئاسة اللجنة الأوروبية لأبحاث مرض السكري.
أصدرت زيرات أكثر من مئتين بحث ومقالة استعراض وقد نُشرت تقارير عن أعمالها في مجلات علمية من بينها مجلة نيتشر. وقد تضمن بحثها أول برهان عن التنظيم الفسيولجي لمسارات إشارات الإنسولين وقد أظهرت دراسة أخرى أن التمارين الرياضية قد تغير مسار الجينات المُعبر عنها في خلايا العضلات.

## وصلات خارجية
- جولين زيرات على الباحث العلمي لجوجل (باللغة الإنجليزية)
- سيرة ذاتية قصيرة لجولين زيرات (باللغة الإنجليزية)
- جولين زيرات على موقع معهد كارولنسكا (باللغة السويدية)
- جولين زيرات على موقع الأكاديمية الملكية السويدية للعلوم (باللغة السويدية)